# Onosma sintenisii
Onosma sintenisii är en strävbladig växtart som beskrevs av Heinrich Carl Haussknecht och Joseph Friedrich Nicolaus Bornmüller. Onosma sintenisii ingår i släktet Onosma och familjen strävbladiga växter. Inga underarter finns listade i Catalogue of Life.